# Uracanthus cupressianus
Uracanthus cupressianus là một loài bọ cánh cứng trong họ Cerambycidae.